# Dar El Haddad
Pour les articles homonymes, voir Haddad.

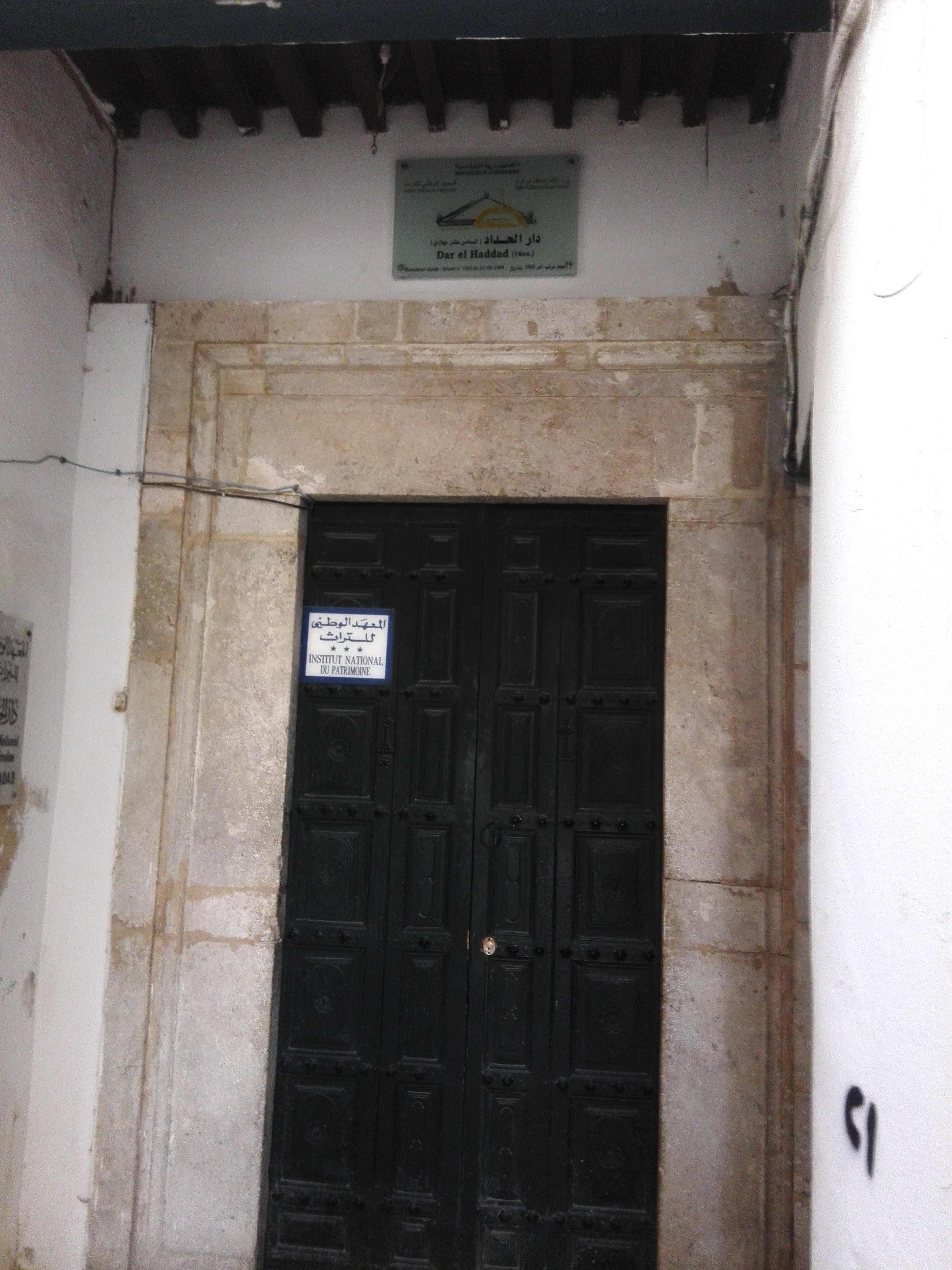
Porte du palais.

Dar El Haddad est un monument tunisien considéré comme l'un des plus anciens palais de la médina de Tunis. Il est situé au numéro 9 de l'impasse de l'Artillerie (Zenkat Et-Tobjia), dans le quartier historique des Khourassanides près de Bab Menara,. 

## Histoire
L'édifice, élevé au Xe siècle de l'hégire (XVIe siècle), porte depuis le XVIIIe siècle le nom de Saïd el-Haddad, riche fabricant de chéchias et notable tunisois appartenant à l'une des plus grandes familles d'origine andalouse qui se sont installées en Tunisie,. En 1734, ce dernier fait de la demeure un bien habous (inaliénable) au profit de ses deux épouses et de son fils. Par la suite, il devient propriété de la famille Lasram avant que le bâtiment ne soit acquis par la municipalité de Tunis en 1966. La demeure a fait l'objet d'une restauration effectuée par les services archéologiques de l'Institut national du patrimoine et achevée en 1999. Au cours de cette même année, il est classé monument historique par un décret du 31 août. 

## Description

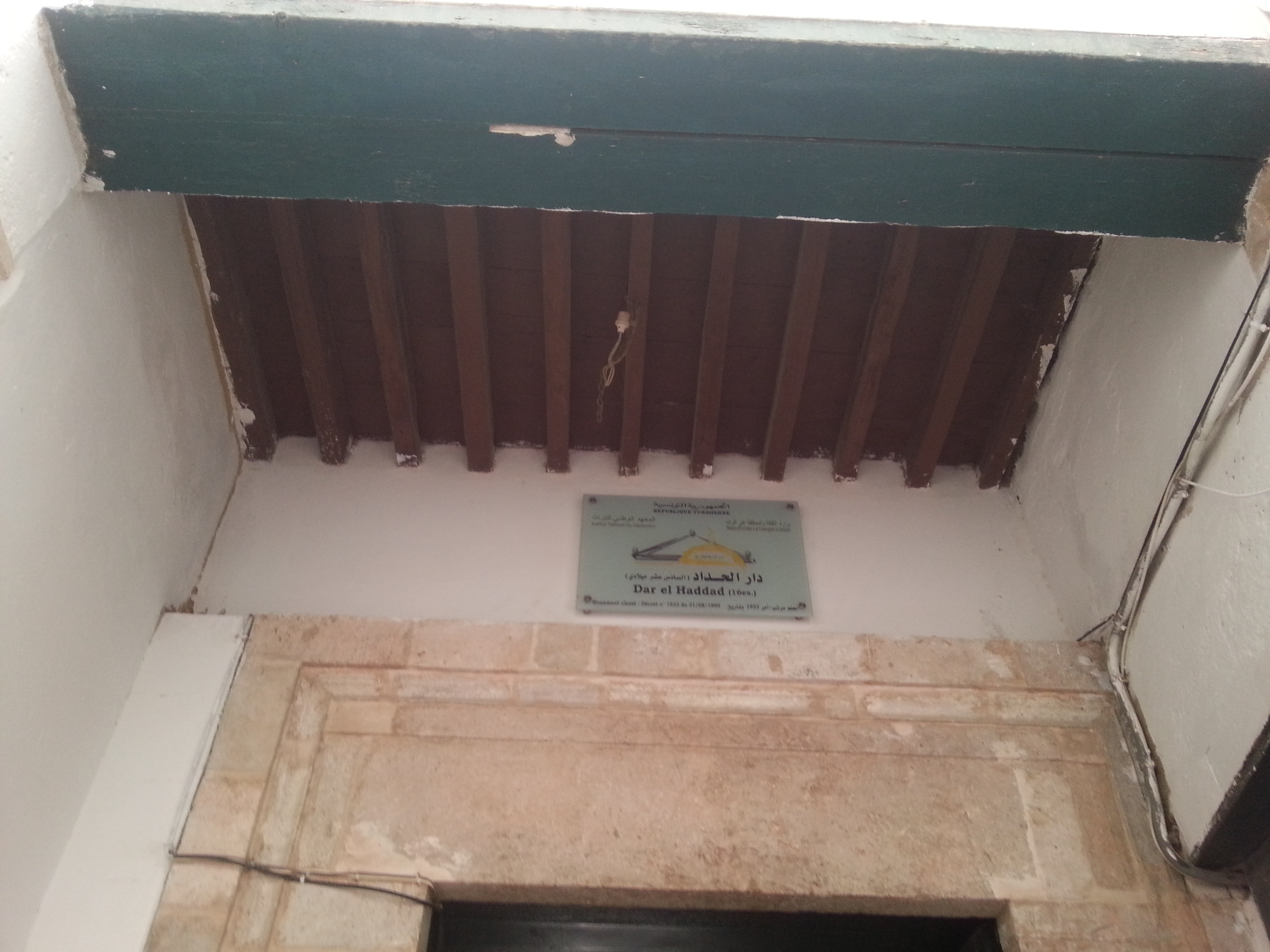
Plaque de l'Institut national du patrimoine au-dessus de la porte.

L'entrée du palais donne sur l'impasse qui était auparavant un passage privé réservé au propriétaire et aux membres de sa famille. Trois vestibules en chicane donnent accès à une cour carrée encadrée de portiques sur les trois côtés ; les colonnes, en calcaire ocre (kadhal) à chapiteaux hafsides, soutiennent la retombée des arcs par l'intermédiaire de hautes impostes. Le quatrième côté de la cour présente trois niches allongées atteignant la hauteur des portiques. Les deux niches latérales sont meublées à leur base de banquettes de pierre alors que la niche centrale est percée d'une porte inscrite dans un cadre rectangulaire en calcaire. À l'étage, une galerie entoure les quatre côtés ; les colonnes, dont celles des angles sont groupées par trois, présentent des bases à pans coupés. Une balustrade en bois tourné, servant de garde-corps, relie les colonnes entre elles.
La distribution de Dar El Haddad se distingue par une particularité que l'on voit rarement dans la répartition des autres palais de la médina : l'espace de service n'est pas séparé de l'habitation des maîtres, comme c'est très souvent le cas, mais se trouve réparti de part et d'autre de la grande salle d'apparat qui fait face à l'entrée. La pièce la plus importante de la demeure se trouve à l'étage côté ouest ; elle est aménagée selon un plan assez singulier, constitué d'une salle à défoncement central flanquée de quatre chambrettes latérales. La chambrette nord présente une cheminée ornée d'un arc à lambrequins et surmontée d'une hotte conique. Cette cheminée, d'inspiration ottomane, n'a pas d'équivalent dans toute la médina de Tunis,. La décoration du palais comprend des plafonds de bois soigneusement peints et sculptés ainsi que des stucs finement ciselés de style andalou.
Par l'originalité de son plan et la diversité de ses éléments décoratifs et architecturaux mêlant influences ottomanes et andalouses, Dar El Haddad représente l'un des édifices historiques les plus remarquables de la médina de Tunis.